# 가와구치 신이치
가와구치 신이치(일본어: 河口 真一, 1977년 6월 13일 ~ )는 일본의 전 축구 선수이다.

## 구단 경력
과거 아비스파 후쿠오카에서 활동하였다.